# Весполате
Веспола̀те (на италиански: Vespolate; на пиемонтски: Vispolà, Виспола, на местен диалект: Vispulàa, Виспюлаа) е село и община в Северна Италия, провинция Новара, регион Пиемонт. Разположено е на 123 m надморска височина. Населението на общината е 2085 души (към 2010 г.).